# Jeździectwo na Letnich Igrzyskach Olimpijskich 2012 – WKKW drużynowe
Drużynowy Wszechstronny Konkurs Konia Wierzchowego podczas Letnich Igrzysk Olimpijskich został rozegrany między 28 a 31 lipca w Greenwich Park w Londynie. Tytuł mistrza olimpijskiego zdobyła drużyna Niemiec w składzie: Peter Thomsen, Dirk Schrade, Ingrid Klimke, Sandra Auffarth i Michael Jung.

## Terminarz
| Data          | Godzina |               |
| ------------- | ------- | ------------- |
| 28 lipca 2012 | 10:00   | Ujeżdżenie    |
| 29 lipca 2012 | 10:00   | Ujeżdżenie    |
| 30 lipca 2012 | 12:30   | Cross-country |
| 31 lipca 2012 | 10:30   | Skoki         |

## Wyniki
Do wyniku drużyny zaliczają się punkty trzech najlepszych zawodników.
| Państwo           | Wyniki indywidualne    | Wyniki indywidualne     | Wyniki indywidualne | Wyniki indywidualne | Wyniki indywidualne | Wyniki indywidualne | Wynik drużyny | Pozycja |
| Państwo           | Zawodnik               | Koń                     | Ujeżdżenie          | Cross-country       | Skoki               | Wynik               | Wynik drużyny | Pozycja |
| ----------------- | ---------------------- | ----------------------- | ------------------- | ------------------- | ------------------- | ------------------- | ------------- | ------- |
| Niemcy            | Peter Thomsen          | Barny                   | 58.50               | 5.20                | 8.00                | 71.70               | 133.70        | złoto   |
| Niemcy            | Dirk Schrade           | King Artus              | 39.80               | 10.80               | 0.00                | 50.60               | 133.70        | złoto   |
| Niemcy            | Ingrid Klimke          | Butts Abraxxas          | 39.30               | 0.00                | 9.00                | 48.30               | 133.70        | złoto   |
| Niemcy            | Sandra Auffarth        | Opgun Luovo             | 40.00               | 4.80                | 0.00                | 44.80               | 133.70        | złoto   |
| Niemcy            | Michael Jung           | Sam                     | 40.60               | 0.00                | 0.00                | 40.60               | 133.70        | złoto   |
| Wielka Brytania   | Nicola Wilson          | Opposition Buzz         | 51.70               | 0.00                | 4.00                | 55.70               | 138.20        | srebro  |
| Wielka Brytania   | Mary King              | Imperial Cavalier       | 40.90               | 1.20                | 0.00                | 42.10               | 138.20        | srebro  |
| Wielka Brytania   | Zara Phillips          | High Kingdom            | 46.10               | 0.00                | 7.00                | 53.10               | 138.20        | srebro  |
| Wielka Brytania   | Kristina Cook          | Miners Frolic           | 42.00               | 0.00                | 1.00                | 43.00               | 138.20        | srebro  |
| Wielka Brytania   | William Fox-Pitt       | Lionheart               | 44.10               | 9.20                | 0.00                | 53.30               | 138.20        | srebro  |
| Nowa Zelandia     | Jonelle Richards       | Flintstar               | 56.70               | 6.00                | 9.00                | 71.70               | 144.40        | brąz    |
| Nowa Zelandia     | Jonathan Paget         | Clifton Promise         | 44.10               | 4.80                | 4.00                | 52.90               | 144.40        | brąz    |
| Nowa Zelandia     | Caroline Powell        | Lenamore                | 52.20               | 1.60                | 4.00                | 57.80               | 144.40        | brąz    |
| Nowa Zelandia     | Andrew Nicholson       | Nereo                   | 45.00               | 0.00                | 0.00                | 45.00               | 144.40        | brąz    |
| Nowa Zelandia     | Mark Todd              | Campino                 | 39.10               | 0.40                | 7.00                | 46.50               | 144.40        | brąz    |
| Szwecja           | Linda Algotsson        | La Fair                 | 59.80               | 20.00               | 0.00                | 79.80               | 148.40        | 4.      |
| Szwecja           | Ludvig Svennerstål     | Shamwari                | 43.70               | 0.40                | 8.00                | 52.10               | 148.40        | 4.      |
| Szwecja           | Sara Algotsson Ostholt | Wega                    | 39.30               | 0.00                | 0.00                | 39.30               | 148.40        | 4.      |
| Szwecja           | Niklas Lindbäck        | Keymaster               | 45.20               | 2.80                | 9.00                | 57.00               | 148.40        | 4.      |
| Szwecja           | Malin Petersen         | Sofarsogood             | 60.40               | 0.80                | 6.00                | 67.00               | 148.40        | 4.      |
| Irlandia          | Michael Ryan           | Ballylynch Adventure    | 60.20               | Eliminacja          | Eliminacja          | 1000.00             | 184.80        | 5.      |
| Irlandia          | Aoife Clark            | Master Crusoe           | 48.90               | 3.60                | 0.00                | 52.50               | 184.80        | 5.      |
| Irlandia          | Joseph Murphy          | Electric Cruise         | 55.60               | 4.80                | 0.00                | 60.40               | 184.80        | 5.      |
| Irlandia          | Camilla Speirs         | Portersize Just a Jiff  | 47.60               | Eliminacja          | Eliminacja          | 1000.00             | 184.80        | 5.      |
| Irlandia          | Mark Kyle              | Coolio                  | 58.70               | 7.20                | 6.00                | 71.90               | 184.80        | 5.      |
| Australia         | Christopher Burton     | HP Leilani              | 46.10               | 0.00                | 4.00                | 50.10               | 186.40        | 6.      |
| Australia         | Sam Griffiths          | Happy Times             | 45.40               | Eliminacja          | Eliminacja          | 1000.00             | 186.40        | 6.      |
| Australia         | Andrew Hoy             | Rutherglen              | 41.70               | 7.60                | 8.00                | 57.30               | 186.40        | 6.      |
| Australia         | Lucinda Fredericks     | Flying Fish             | 40.00               | 38.00               | 1.00                | 79.00               | 186.40        | 6.      |
| Australia         | Clayton Fredericks     | Bendigo                 | 40.40               | Eliminacja          | Eliminacja          | 1000.00             | 186.40        | 6.      |
| Stany Zjednoczone | Boyd Martin            | Otis Barbotiere         | 50.70               | 3.60                | WC                  | 1000.00             | 208.60        | 7.      |
| Stany Zjednoczone | Karen O’Connor         | Mr. Medicott            | 48.20               | 5.60                | 0.00                | 53.80               | 208.60        | 7.      |
| Stany Zjednoczone | Tiana Courdray         | Ringwood Magister       | 52.00               | 25.60               | 11.00               | 88.60               | 208.60        | 7.      |
| Stany Zjednoczone | William Coleman        | Twizzel                 | 46.30               | 36.40               | 2.00                | 87.70               | 208.60        | 7.      |
| Stany Zjednoczone | Phillip Dutton         | Mystery Whisper         | 44.30               | 2.80                | 23.00               | 70.10               | 208.60        | 7.      |
| Francja           | Denis Mesples          | Oregon de la Vigne      | 61.50               | 46.00               | 19.00               | 126.50              | 230.60        | 8.      |
| Francja           | Aurelien Kahn          | Cadiz                   | 55.90               | 39.60               | 7.00                | 102.50              | 230.60        | 8.      |
| Francja           | Lionel Guyon           | Nemetis de Lalou        | 50.90               | 20.00               | 0.00                | 70.90               | 230.60        | 8.      |
| Francja           | Donatien Schauly       | Ocarina du Chanois      | 44.40               | 7.20                | WC                  | 1000.00             | 230.60        | 8.      |
| Francja           | Nicolas Touzaint       | Hildago de L’Ile        | 47.60               | 7.60                | 2.00                | 57.20               | 230.60        | 8.      |
| Brazylia          | Marcio Carvalho        | Josephine               | 58.50               | 42.80               | 4.00                | 105.30              | 295.20        | 9.      |
| Brazylia          | Serguei Fofanoff       | Barbara                 | 72.00               | Eliminacja          | Eliminacja          | 1000.00             | 295.20        | 9.      |
| Brazylia          | Marcelo Tosi           | Eleda All Black         | 58.00               | 29.60               | 10.00               | 97.60               | 295.20        | 9.      |
| Brazylia          | Ruy Fonseca            | Tom Bombadill Too       | 53.90               | 26.40               | 12.00               | 92.30               | 295.20        | 9.      |
| Belgia            | Virginie Caulier       | Nepal du Sudre          | 48.30               | 21.20               | 9.00                | 78.50               | 1134.10       | 10.     |
| Belgia            | Carl Bouckaert         | Cyrano Z                | 53.00               | Eliminacja          | Eliminacja          | 1000.00             | 1134.10       | 10.     |
| Belgia            | Marc Rigouts           | Dunkas                  | 50.70               | 56.80               | WC                  | 1000.00             | 1134.10       | 10.     |
| Belgia            | Joris van Springel     | Lully des Aulnes        | 51.90               | 12.80               | WC                  | 1000.00             | 1134.10       | 10.     |
| Belgia            | Karin Donckers         | Gazelle de la Brasserie | 40.00               | 11.60               | 4.00                | 55.60               | 1134.10       | 10.     |
| Holandia          | Tim Lips               | Oncarlos                | 51.70               | 22.00               | 13.00               | 86.70               | 1161.70       | 11.     |
| Holandia          | Andrew Heffernan       | Millthyme Corolla       | 50.60               | 12.40               | 12.00               | 75.00               | 1161.70       | 11.     |
| Holandia          | Elaine Pen             | Vira                    | 52.20               | Eliminacja          | Eliminacja          | 1000.00             | 1161.70       | 11.     |
| Japonia           | Toshiyuki Tanaka       | Marquis de Plescop      | 55.00               | 60.00               | 4.00                | 119.00              | 1207.00       | 12.     |
| Japonia           | Takayuki Yumira        | Latina                  | 58.50               | Eliminacja          | Eliminacja          | 1000.00             | 1207.00       | 12.     |
| Japonia           | Atsushi Negishi        | Pretty Darling          | 50.40               | 25.60               | 12.00               | 88.00               | 1207.00       | 12.     |
| Japonia           | Kenki Sato             | Chippieh                | 42.20               | Eliminacja          | Eliminacja          | 1000.00             | 1207.00       | 12.     |
| Japonia           | Yoshiaki Oiwa          | Noonday de Conde        | 38.10               | Eliminacja          | Eliminacja          | 1000.00             | 1207.00       | 12.     |
| Kanada            | Michelle Mueller       | Amistad                 | 57.00               | 63.20               | WC                  | 1000.00             | 2071.20       | 13.     |
| Kanada            | Hawley Bennett-Awad    | Gin & Juice             | 48.70               | Eliminacja          | Eliminacja          | 1000.00             | 2071.20       | 13.     |
| Kanada            | Peter Barry            | Kilrodan Abbott         | 61.70               | Eliminacja          | Eliminacja          | 1000.00             | 2071.20       | 13.     |
| Kanada            | Jessica Phoenix        | Exponential             | 54.80               | 2.40                | 14.00               | 71.20               | 2071.20       | 13.     |
| Kanada            | Rebecca Howard         | Riddle Master           | 50.60               | Eliminacja          | Eliminacja          | 1000.00             | 2071.20       | 13.     |